# Enan
För andra betydelser, se Enan (olika betydelser).

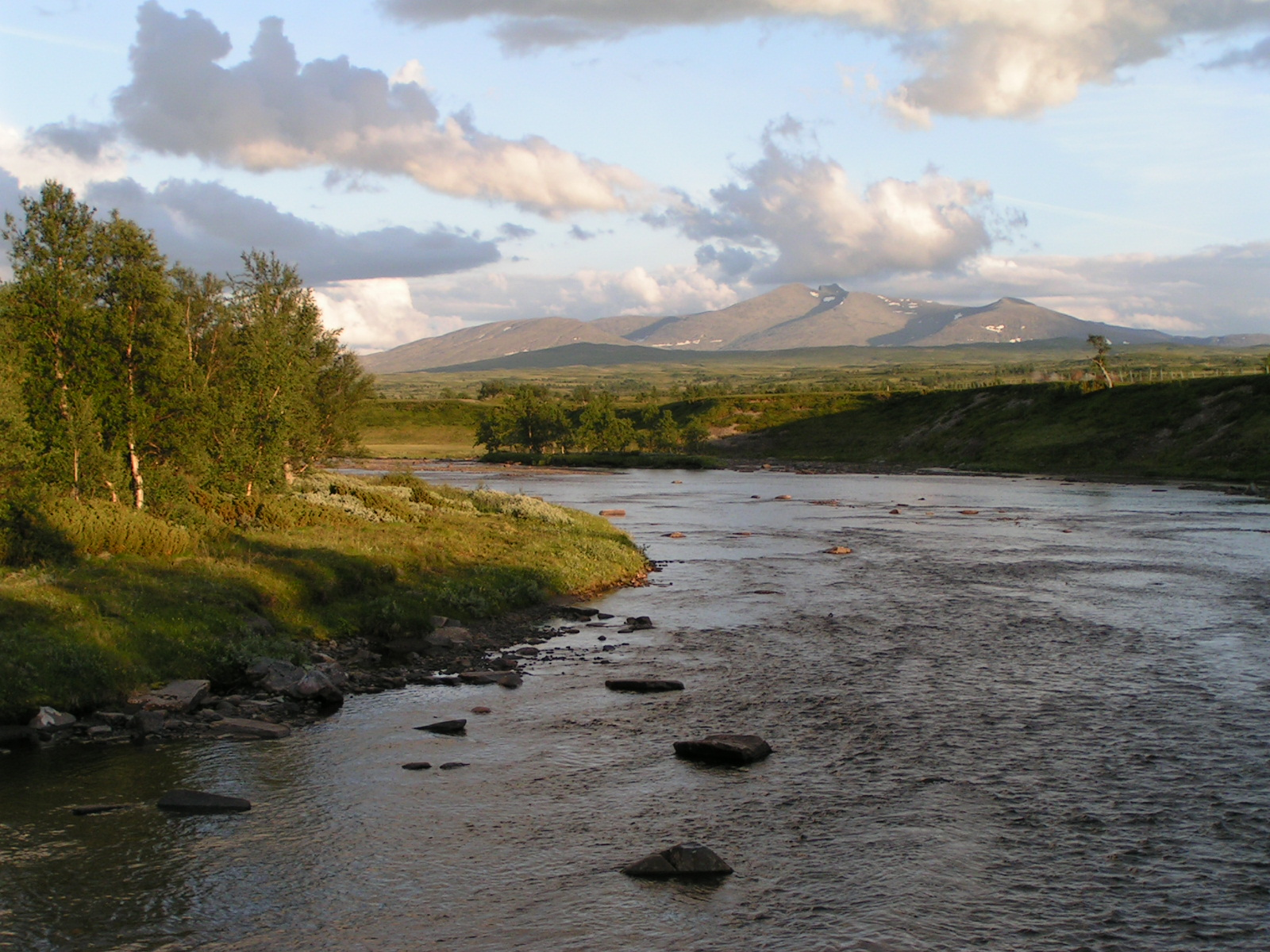
Enan

Enan (Enaälven) är en älv i västra Jämtland, ett av Indalsälvens källflöden. Längd ca 60 km. Enan rinner upp i Sylarna och strömmar först åt nordväst nära norska gränsen, och viker sedan skarpt av åt öster för att slutligen mynna i Ånnsjön vid Handöl. 
När Armfeldts karoliner 1718–19 gick sin dödsmarsch över fjället från Norge, högg man hål i isen på Enan för att se åt vilket håll vattnet strömmade – åt det hållet var räddningen. Men få orkade ta sig ända fram till Ånnsjön och Handöl där ett monument finns rest till minne av händelsen.